# Folio (Gallimard)

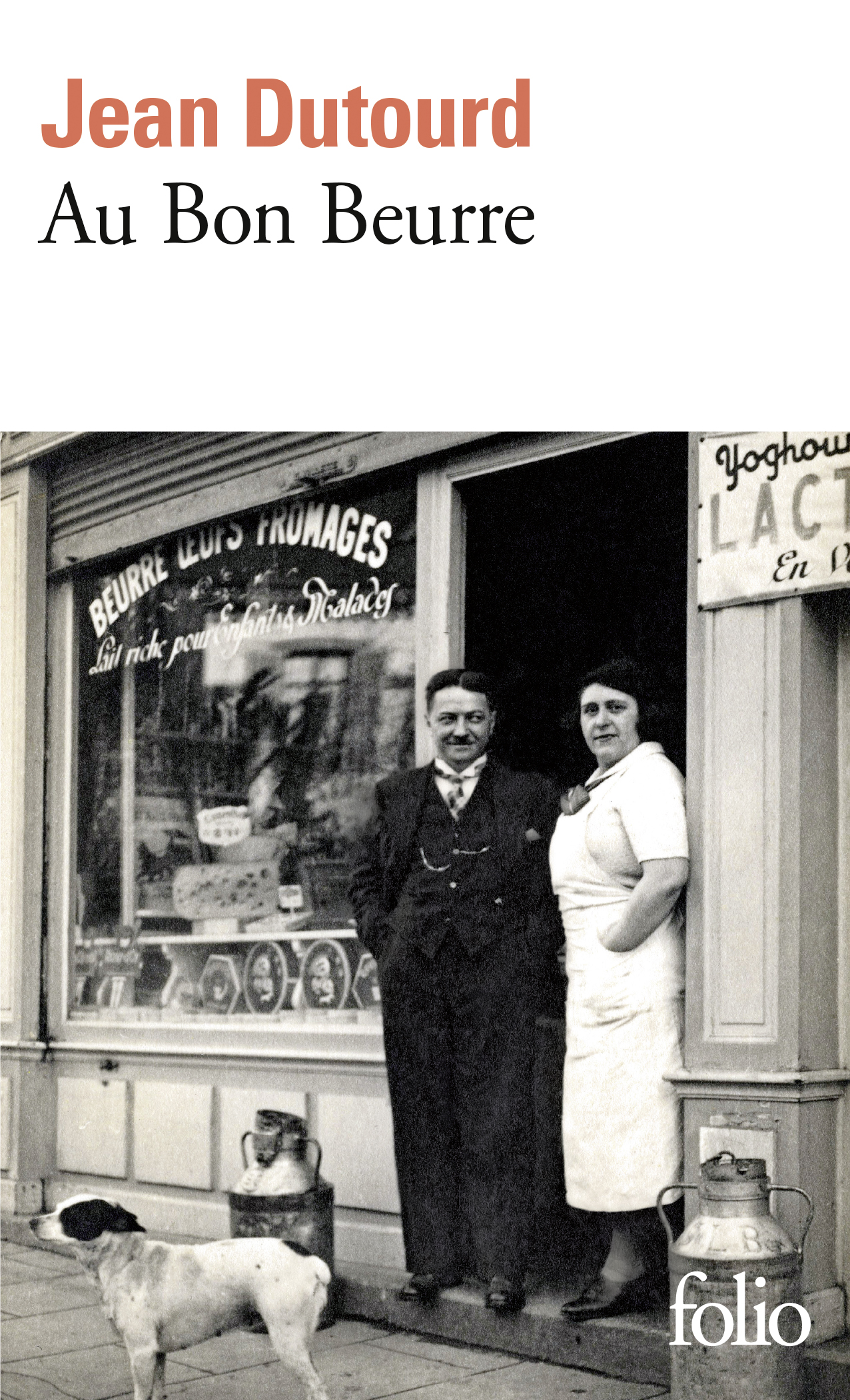
Au Bon Beurre, Jean Dutourd, collection Folio

Pour les articles homonymes, voir Folio.

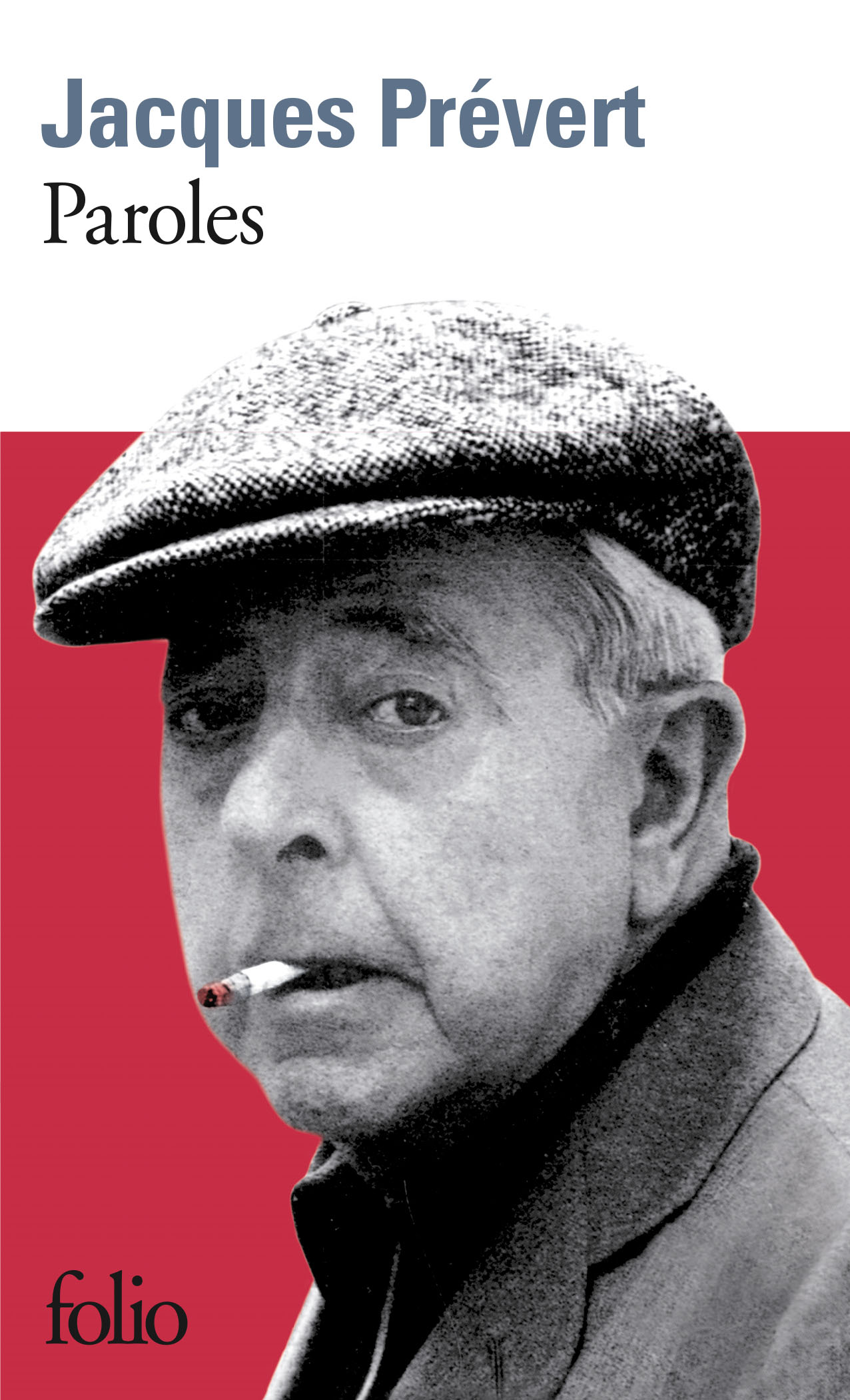
Paroles, Jacques Prévert, collection Folio

Folio est une collection de livres de poche des éditions Gallimard, créée en 1972.

## Historique
La marque « Folio » est déposée officiellement le 24 mars 1971 et créée en 1972 à la suite de la rupture avec la maison Hachette concernant Le Livre de poche. La Condition humaine par André Malraux est le premier titre de cette collection, suivi de L'Étranger d'Albert Camus. Dès le début, la collection accueille ses auteurs phares et des œuvres classiques.
Lors de sa création, la collection Folio s'est distinguée par l'adoption du format 10 × 18 cm (exactement, 10,8 × 17,8 cm), plus allongé que le format utilisé traditionnellement par les collections de poche d'alors en France. De même, le parti-pris de la collection fut le choix homogénéité graphique et typographique : sur un fond entièrement blanc — clin d'œil à la collection « Blanche » de la NRF, phare de sa maison-mère, Gallimard, et contre-pied des couvertures bigarrées des collections de poche de l'époque — se déclinaient le nom de l'auteur et le titre en police Baskerville Old Face noire, au-dessus d'une illustration forte. Le logotype de la collection s'écrivait dans la même police noire. C’est Robert Massin, graphiste chez Gallimard, qui donne le ton pour la couverture : fond blanc, titre au fer et appel systématique à un illustrateur.
Fin-2010, la charte graphique de la collection a été revue de façon significative : depuis 1972, le type d'illustrations de couverture avait déjà largement évolué vers l'utilisation plus fréquente de photographies et de couleur. Le jeu de polices — immuable jusqu'alors — a été complètement modifié : le logotype de la collection et le titre des ouvrages s'écrivent désormais en Garamond noir. Les noms d'auteurs sont inscrits en couleur, en gras et en police Univers. Sur le dos, les numéros de volume ne sont plus en Baskerville rose, mais dans un caractère Univers noir, souligné et de plus petite taille. L'illustration de couverture procède aussi d'une approche fondée autour de couleurs vives et de gros plans, avec une prédilection pour les photographies contemporaines plutôt que d'œuvres picturales ou de photographies anciennes.
Cette refonte de la maquette de la collection-mère est suivie depuis 2011 par des modifications apportées aux autres collections Folio.
- La maquette de Folio policier évolue trois fois entre 2011 et fin 2015 : d'abord simple adaptation en noir et jaune (les couleurs traditionnelles de la série, issues de celles de la collection Série noire) de la nouvelle maquette Folio, le changement se fait plus marquant début-2012 avec la combinaison de trois polices : Garamond pour le logotype, Univers (en blanc) pour le nom d'auteur et une troisième police de taille imposante et en couleur pour le titre. Cette nouvelle maquette ne fait pas l'unanimité[2]. Fin 2015 elle est de nouveau modifiée pour une maquette qui rompt de façon plus nette avec l'esprit visuel des collections Folio : le nom de l'auteur en capitales apparaît au-dessus d'une ligne grasse qui le sépare du titre de l'ouvrage (le tout en Univers et d'une seule couleur) directement sur une photographie pleine page.
- Les maquettes de Folio histoire et Folio essais se rapprochent de celle de la collection-mère : le nom d'auteur garde la police distinctive de ces collections (qui avait remplacé le Baskerville au début des années 2000) mais le titre s'écrit désormais en police Univers gras, de couleur (rouge pour Folio essais, bleu marine pour Folio histoire). Une bande de la même couleur sépare la bande blanche caractéristique de la collection d'une image pleine page, là où ces deux collections présentaient jusqu'alors une couverture entièrement blanche avec une image (souvent une œuvre d'art contemporain pour Folio essais ou une image d'époque pour Folio histoire) présentée en vignette.
- La nouvelle maquette de Folio actuel combine une image pleine page, une bande caramel en pied de page et l'écriture du nom d'auteur et du titre selon le même principe que pour Folio essais et Folio histoire, mais de couleur caramel et sur des rectangles blancs déstructurés.
- En mars 2015, Folio SF change à son tour de maquette, à l'occasion des quinze ans de la série. La couleur argentée de sa bande de couverture, de la tranche et du dos disparaît. Le logotype « Folio » est composé en Garamond au-dessus d'un « SF » écrit dans une police de type futuriste. La couverture présente une image pleine page (plus de bande) où sont directement écrits le nom de l'auteur (en Univers gras et blanc) et le titre de l'ouvrage (dans différentes polices selon que le livre soit de la science-fiction, de la fantasy, du fantastique).

### Identité visuelle (logotype)

Logo de 1972 à fin-2010.
Logo depuis la fin-2010.

## Collections «Folio»

### Collection «Folioplus Classiques» et «Folioplus Philosophie»
Les collections Folioplus Classiques et Folioplus Philosophie proposent des textes de toutes époques (De la Bible aux livres d'Emmanuel Carrère), suivi d'analyses et d'une lecture d'image détaillée de l'image placée sur la couverture de l'ouvrage. La collection a été lancée une première fois en 2003 pour la série Classique et en 2006 pour la série Philosophie, les deux séries suivant une numérotation commune. Tandis que Folioplus Classiques publie régulièrement des ouvrages, Folioplus Philosophie a une cadence beaucoup moins marquée. Par ailleurs, la collection a repris la publication d'un nouvel ouvrage en 2016 alors qu'aucun titre n'avait été publié depuis 2009.

#### Folioplus Classiques
Folioplus Classiques a vocation à republier des textes classiques et contemporains significatifs, ainsi que des anthologies diverses. Le premier titre publié est Le Horla de Guy de Maupassant, en septembre 2003. Particularité de la collection : elle indique sur la couverture l'époque de rédaction de l'œuvre (Antiquité, Moyen-Âge ou mention du siècle), ou encore une mention Anthologie le cas échéant. À ce titre, la collection a adopté un code couleur particulier :
- Les œuvres publiées avant le XXe siècle ont un code couleur bleu
- Les œuvres publiées à partir du XXe siècle ont un code couleur rouge

#### Folioplus Philosophie
Folioplus Philosophie a vocation à republier des œuvres philosophiques complètes, ou des extraits d’œuvres, ainsi que des anthologies. Le premier titre publié est Méditations métaphysiques 1, 2 et 3 de René Descartes, en juin 2006. La couverture est similaire à celle de Folioplus Classiques, indiquant aussi l'époque de rédaction de l'œuvre ou son caractère anthologique.

### Collection «Folio histoire»
La collection Folio histoire est lancée en 1985, elle est composée, à la fois, d'ouvrages inédits, ou publiés pour la première fois en poche, et de rééditions de textes historiques majeurs, par exemple, ceux d'Alexis de Tocqueville ou encore de Jules Michelet.

### Collection «Folio essais»
La collection se propose d'offrir des ouvrages de référence dans les domaines de sciences humaines (entre autres philosophie, anthropologie, astrologie, histoires de l'art, etc.). La collection Folio essais est lancée en 1985, elle remplace alors la pionnière collection Idées lancée en 1962 et qui rencontra un certain succès avec 2,5 millions d'exemplaires vendus en 23 ans. Alors qu'Idées comportaient sept sous-collections (Littérature, Philosophie, Sciences, Sciences Humaines, Idées Actuelles, Arts, Chroniques), le découpage sélection en 1985 ne retient que trois grandes collections en tout : Folio histoire, Folio essais et Folio actuel.
La collection Folio essais regroupe ainsi aussi bien des essais de philosophie que des ouvrages de critique littéraire, des essais politiques, scientifiques, etc. Le premier ouvrage publié dans la collection est une réédition des Propos sur les Pouvoirs d'Alain, publié une première fois soixante ans plus tôt. La collection publie aussi bien des textes classiques (Platon, Friedrich Nietzsche, Emmanuel Kant...), des rééditions en poche du catalogue Gallimard ou d'autres éditeurs, ou encore des ouvrages inédits. La collection franchit la barre des 600 titres publiés avec la réédition de La Nature des Choses de Lucrèce en février 2015.

### Collection «Folio actuel»
La collection « Folio actuel » est créée en 1985 en même temps que Folio histoire et Folio essais qui remplacent la collection Idées qui s'arrête en 1984/1985. Folio actuel est l'héritier de la série Actuelles de la collection Idées. Le catalogue est composé de textes s'exprimant sur le monde contemporain, écrits par des journalistes, politiques et autres observateurs sur des questions sociales et politiques. La collection publie quelques inédits ou reprend des ouvrages publiés chez d'autres éditeurs ou publiés précédemment dans d'autres collections de chez Gallimard.
La collection intègre des ouvrages coédités avec le journal Le Monde à partir de 1999 avec la série Le Monde actuel où sont publiés des textes de collaborateurs du journal. La collection a également publié chaque année, entre 1986 et 2008, une sélection des informations de l'année passée proposées par Le Monde intitulé L'année .... dans « Le Monde » - Les principaux événements en France et à l'étranger.

### Collection «Folio classique»
La collection « Folio classique » ne possède pas de numérotation séparée de la collection générale : seule la mention « Folio classique » sur la couverture (soulignée par un large liseré blanc) et sur la tranche la distinguent depuis 1994. Elle propose des éditions commentées des grands classiques de la littérature française et étrangère de l'Antiquité au début du XXe siècle. Réalisées par un spécialiste de l'auteur ou de la période, elles sont enrichies d'un dossier comportant une préface, une bibliographie et une chronologie ainsi qu'un appareil de notes fourni. Certaines sont la reprise en poche des éditions de la Pléiade (par exemple, les romans de Jules Barbey d'Aurevilly, commentées par Jacques Petit, ou bien certains romans grecs et latins commentés par Pierre Grimal). À la fin-2010, la collection change de maquette : désormais la mention « Folio classique » est séparée en deux : le logo « Folio » est apposé en blanc en surimpression sur l'illustration tandis que la mention « classique » est placée en dessous de l'illustration, en noir. Le nom de l'auteur est désormais, comme pour la collection mère, écrit en police Univers et en couleur (repris aussi sur la tranche).
Les auteurs vont, par ordre chronologique, des tout premiers récits écrits par des écrivains tels que Sophocle ou Homère aux textes d'écrivains du début du XXe siècle, tels que Kafka ou Joyce.

### Collection «Folio policier»
La collection de romans policiers de Folio est initiée en 1998. Elle comporte aujourd’hui « les thrillers, romans noirs ou enquêtes des plus prestigieux détectives ». La Sirène rouge par Maurice G. Dantec est le premier titre de la collection. Parmi les nombreux titres, on peut citer Le Faucon de Malte par Dashiell Hammett, Le Grand Sommeil par Raymond Chandler, Sueurs froides par Pierre Boileau et Thomas Narcejac, et les enquêtes du commissaire Maigret par Georges Simenon.

### Collection «Folio SF»
La collection « Folio Science-Fiction » (SF) qui réédite depuis sa création, en 2000, des ouvrages d'imaginaire c'est-à-dire de « science-fiction, fantasy, fantastique » déjà publiés ou inédits, dans un format plus petit aux prix plus accessibles. La collection accueille les précurseurs incontournables et les pères ou mères fondatrices du genre de la science-fiction que sont Edgar Allan Poe, Mary Shelley, Jules Verne, Aldous Huxley et H. G. Wells ; ou de grands classiques avec Robert Heinlein, Isaac Asimov (Fondation), Philip K. Dick (Ubik), Ray Bradbury (Fahrenheit 451), Douglas Adams (Le Guide du voyageur galactique), Roger Zelazny, Richard Matheson (Je suis une légende), à côté de nouveaux auteurs prometteurs comme Robert Charles Wilson (Spin).
La fantasy occupe une place de plus en plus importante dans la collection « Folio Science-Fiction ». Cela est illustrée par la présence des écrivains comme H. P. Lovecraft, Philip Pullman, Peter S. Beagle et Michael Moorcock.

### Collection «Folio Junior»
La collection « Folio Junior », créée en 1977, a pour objectif de publier au format de poche des livres destinés aux lecteurs de 8 à 16 ans.

### Collection «Folio BD»
La collection « Folio BD » a été créée en 2011 pour adapter au format poche les livres de bande dessinée éditées par Gallimard dans un format plus classique. Les ouvrages sont numérotés dans la suite des titres de Folio. Physiquement, les ouvrages adoptent un format légèrement plus grand et large (14,3 x 19 cm), les couvertures ont des rabats et le papier est de qualité supérieure. Les trois titres inauguraux, sortis le 27 octobre 2011, ont été Les Petits ruisseaux de Pascal Rabaté, Le Petit prince de Joann Sfar et Cadavre exquis de Pénélope Bagieu.

### Collection «Folio biographies»
Créée en 2005 avec un volume sur Balzac par François Taillandier, la collection découvre et raconte de grands destins des personnages historiques, écrivains, musiciens, etc.
Le 27 octobre 2005, paraissent les 8 premiers titres de la collection, consacrés respectivement, à Balzac, Jules César, James Dean, Billie Holiday, Kafka, Pier Paolo Pasolini, Modigliani et Virginia Woolf par Alexandra Lemasson.
De nouveaux ouvrages sont publiés régulièrement ainsi la collection comporte 118 titres au mois de novembre 2014.

### Collection «Folio bilingue»
La collection s'intéresse aux chefs-d'œuvre de la littérature mondiale (Tolstoï, Shakespeare, Dante, Steinbeck, etc.) et met face à face le texte original et sa traduction française.
En janvier 2015, le catalogue compte plus de 200 titres.

### Collection «Folio théâtre»
Créée en 1993, cette collection est dirigée par Jean-Yves Tadié.

### Collection «Folio2€»

Logo de Folio 2€ de 2002 à 2010.

Folio 2 € publie de courts textes pour aller à la rencontre des plus grands auteurs : Mishima, Jane Austen, Camus ou Pierre Loti… La collection voit également son catalogue s'agrandir d'inédits thématiques : les « petits éloges ».

### Collection «Folio+vidéo»
Créée en 2014, « Folio+Vidéo » est une nouvelle collection d'ebooks enrichis : il s'agit de grands textes classiques (Molière, La Fontaine, Voltaire, Baudelaire...) accompagnés de quiz et de vidéos interprétées par des comédiens et humoristes connus (Bruno Salomone, Claudia Tagbo, Loup-Denis Elion, Baptiste Lecaplain…).

### Collection ««Folio»»
La collection « «Folio» » (les guillemets sont volontairement ajoutés au logo et au nom de la marque), créée en 2014, utilise un ton volontairement décalé par rapport aux autres collections « Folio », et un graphisme plus coloré, avec souvent de nombreuses illustrations. Les titres de la collection s'attachent particulièrement aux mots, à la lecture, aux jeux autour de la culture, et à des thèmes surprenants.

### Collection «Folio Sagesses»
La collection « Folio 2€ » avait accueilli déjà, à partir de 2002, de courts textes ou extraits de textes philosophiques de grands auteurs (Montaigne, Voltaire, La Rochefoucauld, Confucius, Lao-Tseu…) progressivement intégrés dans une sous-série « Folio 2€ Sagesses ».
En 2015, Gallimard lance ainsi la série « Folio Sagesses » qui reprend à la fois certains de ces textes précédemment publiés en « Folio 2€ », et en ajoute de nouveaux, dans une présentation nouvelle. Cette nouvelle série ne dispose pas de numérotation propre. Comme la série « Folio 2€ Sagesses », ce sont des textes courts (une centaine de pages) parfois extraits d'une œuvre de plus grand volume. Les 10 premiers volumes sont publiés le 13 mai 2015.

### Collection «Folio documents»

Logo de la collection

La collection « Folio documents » est créée en mars 2002. Les ouvrages qui y sont publiés sont des documents qui touchent à différents domaines, politique, militaires, économiques, des témoignages et essais sur des sujets d'actualité (guerre en Irak, l'Éducation nationale, les affaires d'État...) ou encore des documents qui reviennent sur un contexte historique particulier (la révolution culturelle en Chine, l'affaire du Watergate...).
Certains ouvrages sont des reprises en poche d'autres collections de Gallimard (par exemple la collection Impact de Denoël) ou d'autres éditeurs (comme Stock), à cette occasion, la republication est souvent accompagnée d'une préface ou postface de l'auteur qui ajoute des éléments d'informations ou de nouveautés au texte publié.
51 titres sont parus entre 2002 et 2011, la collection semble arrêtée depuis. À noter que sa charte graphique (malgré une légère modification du logo en 2003) n'a pas évolué entre sa création et 2011 : il s'agit de la maquette de la collection Folio adaptée avec un fond rouge (et non blanc), le nom de l'auteur est en Baskerville Old Face blanc et le titre en Franklin Gothic noir.